# Mrlínek
Mrlínek (deutsch Mrlinek, 1939–1945 Merlinek) ist eine Gemeinde in Tschechien. Sie liegt drei Kilometer nördlich von Bystřice pod Hostýnem und gehört zum Okres Kroměříž.

## Geographie
Mrlínek befindet sich nördlich der Hosteiner Berge in der Podbeskydská pahorkatina (Vorbeskidenhügelland). Das Dorf liegt im Tal des Baches Blazický potok. Nordöstlich erheben sich die Křímy (333 m), im Südosten der Kelčský Javorník (865 m) und der Javorník (799 m), südlich der Hostýn (734 m) sowie im Westen die Kroušovy (317 m).
Nachbarorte sind Žákovice, Horní Nětčice und Vítonice im Norden, Horní Újezd im Nordosten, Nový Dvůr, Libosváry und Loukov im Osten, V Revíře und Chvalčov im Südosten, Chvalčova Lhota, Bystřice pod Hostýnem, Bažantnice und Rychlov im Süden, Křtomil und Lipová im Südwesten, Dřevohostice im Westen sowie Sovadina und Blazice im Nordwesten.

## Geschichte
Die erste schriftliche Erwähnung von Mrlin erfolgte 1348. Im Jahre 1365 erwarb Boček I. von Podiebrad das Gut Mirlyn. 1368 wurde der Ort als Myrlyn und 1405 als Mrlyn bezeichnet. Zwischen 1373 und 1444 gehörte Mrlyn zu den Besitzungen der Burg Obřany. Das Gut bestand zu dieser Zeit aus zwei Dörfern, Hornij Mrlyn und Dolnij Mrlyn. Ersteres erlosch in der zweiten Hälfte des 15. Jahrhunderts während des böhmisch-ungarischen Krieges. Dolnij Mrlin bildete seit Beginn des 16. Jahrhunderts einen Rittersitz. 1520 überließ Václav Obešlík von Lipultovice die Feste und das Dorf Dolnij Mrlin an Jeroným von Bašť.
Im Jahre 1552 wurde Mrlijnka als wüst bezeichnet. Wenig später wurde der Ort wiederbesiedelt und 1555 an die Herrschaft Bystřice angeschlossen. Die Feste wurde nicht wieder aufgebaut und ihre genaue Lage ist nicht mehr bekannt. Nachfolgende Besitzer waren die Herren von Lobkowicz und ab 1650 Johann von Rottal. Dieser vereinigte die Bystřice mit Holešov zu einer großen Herrschaft und begann mit der Rekatholisierung der Untertanen. Im Jahre 1763 erlosch das Geschlecht der Grafen von Rottal im Mannesstamme; bei der Aufteilung der Herrschaft Holešov-Bystřice unter den Erben wurde Mrlinek wieder nach Bystřice untertänig. 1789 folgten die della Rovere di Monte l´Abbate als neue Besitzer und 1804 erwarb Johann Nepomuk Graf Wengerský die Herrschaft. Ab 1827 gehörte die Herrschaft Bystřice den Grafen Laudon. Bis zur Mitte des 19. Jahrhunderts blieb Mrlinek immer nach Bystřice untertänig.
Nach der Aufhebung der Patrimonialherrschaften bildete Mrlinek ab 1850 eine Gemeinde in der Bezirkshauptmannschaft Holleschau. Seit 1872 führte die Gemeinden den Namen Mrlínky. Der heutige Ortsname Mrlínek ist seit 1881 gebräuchlich. Zwischen 1940 und 1941 entstand an einer Anhöhe an der Straße nach Hranice ein Friedhof. Zuvor erfolgten die Bestattungen auf dem Friedhof der Pfarrkirche von Loukov. Nach der Aufhebung des Okres Holešov wurde die Gemeinde 1960 dem Okres Kroměříž zugeordnet. Am 15. August 1976 wurde Mrlínek nach Bystřice pod Hostýnem eingemeindet. Seit Beginn des Jahres 1994 ist Mrlínek wieder eigenständig.

## Ortsgliederung
Für die Gemeinde Mrlínek sind keine Ortsteile ausgewiesen. Zu Mrlínek gehört die Einschicht Nový Dvůr (Neuhof).

## Sehenswürdigkeiten
- Kapelle, am östlichen Ortsausgang an der Straße nach Hranice
- Mrlinky, drei Teiche am Blazický porok, westlich des Ortes

## Trivia
Volkstümlichen Überlieferungen zufolge soll das Dorf am Erdmittelpunkt liegen und in der Ortschronik von 1927 ist vermerkt, dass in Mrlínek die Erdachse geschmiert würde. Der örtliche Fußballverein TJ Mrlínek veranstaltet ein traditionelles Turnier um den Pokal der Erdachse (pohár Zemské osy).